# Proutia
Proutia is een geslacht van vlinders in de familie zakjesdragers (Psychidae). De wetenschappelijke naam van het geslacht is voor het eerst geldig gepubliceerd in 1899 door James William Tutt.
De typesoort van het geslacht is Psyche betulina Zeller, 1839.
De soorten in dit geslacht komen in het Palearctisch gebied voor.

## Soorten
- P. betulina (Zeller, 1839) - sierlijke zakdrager
- P. bogutica (Solyanikov, 2000)
- P. breviserrata Sieder, 1963
- P. chinensis Hättenschwiler & Chao, 1990
- P. comitella (Bruand, 1853)
- P. cornucervae Roh & Lee, 2023
- P. maculatella Saigusa & Sugimoto, 2014
- P. nigra Saigusa & Sugimoto, 2014
- P. nigripunctata Dierl, 1966
- P. niphonica (Hori, 1926)
- P. norvegica (Heylaerts, 1882)
- P. raiblensis (Mann, 1870)
- P. reticulatella (Bruand, 1853)
- P. rotunda Suomalainen, 1990
- P. salicolella (Bruand, 1845)
- P. sichotealinica (Solyanikov, 1981)